# Leandro Guilheiro
Leandro Marques Guilheiro, né le 7 août 1983 à Suzano, est un judoka brésilien. Il se révèle en 2002 en devenant champion du monde junior à Jeju-do. Evoluant dans la catégorie des -73 kg (poids léger), il dispute les Jeux olympiques 2004 à Athènes sans grande référence chez les seniors. Éliminé en quarts de finale par le Français Daniel Fernandes, il réalise un parcours parfait en tableau de repêchages puis lors du combat pour la troisième place à l'issue duquel il remporte la médaille de bronze face au Moldave Victor Bivol. Il n'a fait que peu d'apparition depuis si ce n'est une septième place aux mondiaux 2005. En 2007, il remporte l'épreuve de coupe du monde de Belo Horizonte, une épreuve se déroulant dans son pays tout comme les Jeux Panaméricains où il remporte la médaille d'argent.

## Palmarès

### Jeux olympiques
- Jeux olympiques de 2004 à Athènes (Grèce) :
  -  Médaille de bronze en moins de 73 kg (poids légers).
- Jeux olympiques de 2008 à Pékin (Chine) :
  -  Médaille de bronze en moins de 73 kg (poids légers).

### Championnats du monde
- Championnats du monde 2011  à Paris (France) :
  -  Médaille de bronze en moins de 81 kg
- Championnats du monde 2010  à Tokyo (Japon) :
  -  Médaille d'argent en moins de 81 kg
- Championnats du monde 2005 au Caire (Égypte) :
  - 7e place dans la catégorie des poids léger (-73 kg).

### Divers
- Jeux panaméricains :
  -  Médaille d'argent en 2007 à Rio de Janeiro (Brésil).
- Juniors :
  -  Médaille d'or aux mondiaux juniors en 2002 à Jeju-do (Corée du Sud).